# Liste des coureurs de l'équipe cycliste Molteni
Cette page dresse la liste des coureurs de l'équipe cycliste Molteni, équipe italienne puis belge de cyclisme sur route, qui a existé de 1958 à 1976.

## 1958-1959-1960-1961
Sponsors
- Molteni : fabricant italien de charcuteries, basée à Arcore et également un fabricant de cycles.

| 1958Molteni - Klaus Bugdahl - Giuseppe Buratti - Giuseppe Carizzoni - Adriano De Gasperi - Hans Junkermann - Mario Mori - Heinz Müller - Carlo Nicolo - Donato Piazza - Angiolino Piscaglia - Emil Reinecke - Gian-Antonio Ricco - Max Schellenberg - Ferdinando Terruzzi - Benvenuto Turbian | 1959Molteni - Giorgio Albani - Emilio Bottecchia - Klaus Bugdahl - Guido Carlesi - Bruno Costalunga - Rolf Graf - Hans Junkermann - Attilio Moresi - Mario Mori - Pietro Nascimbene - Carlo Nicolo - Gian-Antonio Ricco - Ferdinando Terruzzi - Antonio Uliana | 1960Molteni - Rino Bagnara - Mario Bampi - Emilio Bottecchia - Ivan Burigotto - Bruno Costalunga - Piet Damen - Giorgio Giannotti - Adriano Grilli - Guido Messina - Giuliano Natucci - Coenraad Niesten - Gian-Antonio Ricco - Luigi Tezza - Alcide Vaucher - Joannes Vlayen - Wout Wagtmans | 1961Molteni - Luigi Arienti - Battista Babini - Mario Bampi - Alcide Cerato - Pietro Chiodini - Bruno Costalunga - Giuseppe Fallarini - Giacomo Fornoni - Adriano Grilli - Guido Messina - Nunzio Pellicciari - Luigi Ratti - Gian-Antonio Ricco - Romeo Venturelli - Adriano Zamboni |

## 1962-1963-1964-1965
Sponsors
- Molteni : fabricant italien de charcuteries.

| 1962Molteni - Mario Acconcia - Ugo Aldovini - Luigi Arienti - Battista Babini - Alcide Cerato - Pietro Chiodini - Guido De Rosso - Roberto Falaschi - Giuseppe Fallarini - Giacomo Fornoni - Federico Galeaz - Domenico Meldolesi - Armando Pellegrini - Alfred Rüegg - Romeo Venturelli - Adriano Zamboni | 1963Molteni - Pierino Baffi - René Binggeli - Renato Bongioni - Guido Boni - Alcide Cerato - Michele Dancelli - Giuseppe Dante - Guido De Rosso - Roberto Falaschi - Giuseppe Fallarini - Giacomo Fornoni - Petrus Post - Giordano Talamona - Ferdinando Terruzzi - Nello Velucchi | 1964Molteni - Pierino Baffi - Aldo Beraldo - Renato Bongioni - Michele Dancelli - Tommaso De Pra - Guido De Rosso - Giacomo Fornoni - Antonio Manca - Gianni Motta - Guido Neri - Giordano Talamona | 1965Molteni - Aldo Beraldo - René Binggeli - Carlo Brugnami - Michele Dancelli - Tommaso De Pra - Guido De Rosso - Arnaldo Di Maria - Giuseppe Fezzardi - Giacomo Fornoni - Gianni Motta - Guido Neri - Pietro Scandelli |

## 1966-1967-1968-1969
Sponsors
- Molteni : fabricant italien de charcuteries.

| 1966Molteni - Rudi Altig - Willi Altig - Mario Anni - René Binggeli - Ambrogio Colombo - Michele Dancelli - Tommaso De Pra - Guido De Rosso - Giuseppe Fezzardi - Giacomo Fornoni - Albertus Geldermans - Gianni Motta - Guido Neri - Pietro Scandelli - Remo Stefanoni - Juan Jose Timon - Guerrino Tosello | 1967Molteni - Rudi Altig - Willi Altig - Mario Anni - Franco Balmamion - Franco Bodrero - Bruno Colombo - Tommaso De Pra - Giuseppe Fezzardi - Giacomo Fornoni - Alain Le Grevès - Gianni Motta - Adriano Passuello - Carmine Preziosi - Siegfried Renz - Pietro Scandelli - Ferdinando Terruzzi - Guerrino Tosello - Artemio Vanughi | 1968Molteni - Mario Anni - Franco Balmamion - Francisco Basso - Francis Blanc - Franco Bodrero - Pietro Campagnari - Giuseppe Fezzardi - Giacomo Fornoni - Giampero Macchi - Gianni Motta - Edy Schütz - Antonio Temporin - Guerrino Tosello | 1969Molteni - Mario Anni - Marino Basso - Gianino Bianco - Davide Boifava - Michele Dancelli - Sigfrido Fontanelli - Giacomo Fornoni - Enrico Maggioni - Arturo Pecchielan - Giovanni Pifferi - Giancarlo Polidori - Giacinto Santambrogio - Emilio Santantonio - Edy Schütz - Guerrino Tosello - Pierfranco Vianelli |

## 1970-1971-1972-1973
Sponsors
- Molteni : fabricant italien de charcuteries.

Molteni passe sous nationalité belge en 1971.
| 1970Molteni - Mario Anni - Marino Basso - Gianfranco Bianchin - Davide Boifava - Luigi Castelletti - Carlo Chiappano - Michele Dancelli - Gabriele Gazzetta - Franco Mori - Arturo Pecchielan - Giacinto Santambrogio - Edy Schütz - Guerrino Tosello - Martin Van Den Bossche - Pierfranco Vianelli | 1971Molteni - Etienne Antheunis - Georges Barras - Marino Basso - Giancarlo Bellini - Joseph Bruyère - Luigi Castelletti - Joseph De Schoenmaecker - Giorgio Favaro - Jozef Huysmans - Eddy Merckx - Frans Mintjens - Giacinto Santambrogio - Joseph Spruyt - Julien Stevens - Roger Swerts - Guerrino Tosello - Romano Tumellero - Georges Van Coningsloo - Martin Van Den Bossche - Julien Van Lint - Victor Van Schil - Herman Van Springel - Marinus Wagtmans | 1972Molteni - Georges Barras - Giancarlo Bellini - Joseph Bruyère - Joseph De Schoenmaecker - Jozef Huysmans - Willy In 't Ven - Marc Lievens - Eddy Merckx - Frans Mintjens - Joseph Spruyt - Roger Swerts - Georges Van Coningsloo - Martin Van Den Bossche - Ludo Vanderlinden - Victor Van Schil - Herman Van Springel - Michel Van Vlierden | 1973Molteni - Giancarlo Bellini - Joseph Bruyère - Joseph De Schoenmaecker - Gianni Di Lorenzo - Jozef Huysmans - Willy In 't Ven - Edward Janssens - Marc Lievens - Jacques Martin - Eddy Merckx - Frans Mintjens - Aldo Parecchini - Karel Rottiers - Jean-Paul Spileers - Joseph Spruyt - Roger Swerts - Etienne Van Braeckel - Martin Van Den Bossche - Ludo Vanderlinden - Victor Van Schil |

## 1974-1975-1976-1977
Sponsors
- Molteni : fabricant italien de charcuteries.
- RYC :
- Campagnolo : Équipementier italien de cyclisme

| 1974Molteni - Jean-Pierre Berckmans - Joseph Bruyère - Christian De Buysschere (ca) - Ludo Delcroix - Joseph De Schoenmaecker - Jozef Huysmans - Ward Janssens - Marc Lievens - Jacques Martin - Eddy Merckx - Roger Rosiers - Karel Rottiers - Jean-Paul Spileers - Joseph Spruyt - Etienne Van Braeckel - Victor Van Schil - Albert Van Vlierberghe | 1975Molteni-RYC - Jean-Pierre Berckmans - Herman Beysens - Joseph Bruyère - Christian De Buysschere (ca) - Ludo Delcroix - Joseph De Schoenmaecker - Jozef Huysmans - Ward Janssens - Alain Kaye - Marc Lievens - Eddy Merckx - Frans Mintjens - Karel Rottiers - Joseph Spruyt - Eddy Van Hoof - François Van Looy - Victor Van Schil | 1976Molteni-Campagnolo - Cees Bal - Jean-Pierre Berckmans - Joseph Borguet (en) - Joseph Bruyère - Etienne De Beule - Ludo Delcroix - Joseph De Schoenmaecker - Bernard Draux - Jozef Huysmans - Ward Janssens - Alain Kaye - Marc Lievens - Eddy Merckx - Frans Mintjens - Karel Rottiers - Joseph Spruyt - François Van Looy - Victor Van Schil |  |